# Epizeuxis occidentalis
Epizeuxis occidentalis är en fjärilsart som beskrevs av Smith 1884. Epizeuxis occidentalis ingår i släktet Epizeuxis och familjen nattflyn. Inga underarter finns listade i Catalogue of Life.